# Ars-les-Favets
Ars-les-Favets ist eine französische Gemeinde mit 242 Einwohnern (Stand 1. Januar 2022) im Département Puy-de-Dôme in der Region Auvergne-Rhône-Alpes (vor 2016 Auvergne). Sie gehört zum Arrondissement Riom und zum Kanton Saint-Éloy-les-Mines (bis 2015 Montaigut).

## Geographie
Ars-les-Favets liegt in der Landschaft Combraille im Norden des Zentralmassives, etwa 25 Kilometer südöstlich von Montluçon.
Die angrenzenden Gemeinden sind La Celle im Norden und Osten, Montaigut im Südosten, La Crouzille im Süden sowie Ronnet im Westen.

## Bevölkerungsentwicklung
| Jahr                       | 1962 | 1968 | 1975 | 1982 | 1990 | 1999 | 2006 | 2013 |
| Einwohner                  | 349  | 322  | 283  | 247  | 214  | 218  | 237  | 231  |
| Quellen: Cassini und INSEE |      |      |      |      |      |      |      |      |

## Sehenswürdigkeiten
- Kirche Saint-Marcel aus dem 19. Jahrhundert